# Jules Renouard
Pour les articles homonymes, voir Renouard.
Jules Renouard, né le 13 février 1798 à Paris et mort le 20 février 1854 dans l'ancien 11e arrondissement de Paris, fut un libraire, éditeur et bibliographe français.

## Biographie
Jules Renouard, fils du libraire Antoine-Augustin Renouard et petit-fils du marquis Charles-Grégoire de Beauchamps, suivit ses études au Lycée Louis-le-Grand. Il débuta dans les affaires à Londres chez un banquier.
En 1826, il reprit la direction de la librairie de son père, installé dans l'hôtel de Brancas au 6 rue de Tournon à Paris.
Il se maria en 1832 avec Adèle Cunin-Grudaine, fille du ministre Laurent Cunin-Gridaine. Ils eurent un fils, Léopold (1833-1910), qui deviendra sous-gouverneur de la Banque de France. Veuf, Jules épousa alors en 1837 Amélie Talabot, la sœur de Paulin Talabot. De ce mariage naîtront cinq enfants, dont Georges (1843-1897), marié à Victorine Mante (fille de Victor Régis) puis à Valentine Haussmann (fille du baron Haussmann), et trois filles : Alice, épouse d'Alexandre Jabet (petit-fils de Louis de Clouet), Hélène, épouse d'Henry Lamy de La Chapelle, et Marie épouse d'Alfred Borget.
Il fut l'un des fondateurs du Cercle de la Librairie.
Il fut juge au Tribunal de commerce de la Seine et membre de la Chambre de commerce de Paris.
La Librairie Renouard fut reprise par sa veuve, puis par Henri Louis Loones (1831-1905) ; la maison publia entre autres la remarquable somme, l’Histoire des peintres de toutes les écoles de Charles Blanc.

## Publications

### En tant qu'auteur
- Progrès de la contrefaçon, dénonciation et protestation. — Publié sous le nom de : Les éditeurs de l’Histoire des peintres à MM. les membres du Cercle de la librairie, etc. [Signé : Jules Renouard. 20 mai 1851.]; Cercle de la librairie, de l'imprimerie, de la papeterie, etc. [Signé : Pagnerre. 2 juin 1851.].

### En tant qu'éditeur
- Jean-Pierre Abel-Rémusat, Le Livre des Récompenses et des Peines, 1816.
- Antoine Chrysostome Quatremère de Quincy, Histoire de la vie et des ouvrages des plus célèbres architectes du XIe siècle jusqu'à la fin du XVIIIe, accompagnée de la vue du plus remarquable édifice de chacun d'eux, 1830.
- [Anonyme], Atlas de géographie moderne et ancienne, 1840.

### Sources
- Laurent-Antoine Pagnerre, Notice nécrologique sur M. Jules Renouard, libraire, 1854.
- Notice d'autorité BNF.
- Adrien Jean Quentin Beuchot, Bibliographie de la France, p.286-287, éd. Cercle de la Librairie, 1854